# Petrorossia brunettii
Petrorossia brunettii är en tvåvingeart som beskrevs av Zaitzev 1988. Petrorossia brunettii ingår i släktet Petrorossia och familjen svävflugor.
Artens utbredningsområde är Sri Lanka. Inga underarter finns listade i Catalogue of Life.